# Dzieło naukowe
Dzieło naukowe – to pisarskie ujęcie przebiegu i wyników badań naukowych, jako praca napisana i ogłoszona drukiem, czyli  publikacja naukowa (artykuł w czasopiśmie naukowym bądź monografia) lub jako praca dyplomowa albo promocyjna. Jest uwieńczeniem badań naukowych podjętych wobec określonego problemu naukowego. Sens jego polega na udostępnieniu osiągnięć naukowych specjalistom w danej dziedzinie i utorowaniu przez to drogi do dalszych badań. Opublikowanie wyników badań naukowych może też mieć znaczenie dla podjęcia zastosowań praktycznych.

## Wyróżniki
Dzieło naukowe zajmuje się odzwierciedlaniem rzeczywistości, a nie jej oceną, podczas gdy:
- Publicystyka jest analizą i krytyką bieżących zjawisk życia społecznego, wyraża się w prasie i czasopismach. Stanowi zazwyczaj sprawozdanie z czyjejś twórczości lub jej analizę i ocenę. Opis rzeczywistych faktów jest w niej punktem wyjścia do oceny. Jest zbliżona do literatury pięknej stylem pisarskim – mniej lub bardziej subiektywnym – i brakiem aparatu naukowego.
- Literatura piękna nie posługuje się metodą naukową, nie dąży też do poznania prawd ogólnych; na czoło w niej wysuwają się przedstawianie konkretnych form rzeczywistości i umiejętność posługiwania się pięknym językiem.

## Rodzaje
Wyróżnia się dzieła naukowe:
- w zależności od stopnia lub równomierności uwzględnienia różnych czynności poznawczych: dzieła badawcze, dzieła koncepcyjne, dzieła metodologiczne;
- ze względu na położenie innego akcentu na poszczególnych etapach wysiłku naukowego: dzieła analityczne i dzieła syntetyczne;
- ze względu na nierównomierność uwzględnienia istotnych składników metody naukowej: dzieła problemowe i dzieła przyczynkowe;
- ze względu na ich cel i metodę dojścia do niego: dzieła teoretyczne i dzieła doświadczalne;
- ze względu na sposób wykonania: dzieła indywidualne i dzieła zbiorowe.

W zależności od stopnia lub równomierności uwzględnienia różnych czynności poznawczych, charakterystycznych dla dzieła naukowego, wydzielić można różne jego rodzaje.
Dzieła badawcze polegają na zdobywaniu nowych prawd o świecie. Wysiłek uczonego skupiony jest na odkrywaniu faktów, opisywaniu i wyjaśnianiu zjawisk w oparciu o własne lub cudze doświadczenia badawcze i materiały naukowe. Pomyślnymi rezultatami badawczych prac naukowych są odkrycia badawcze. Wyniki prac badawczych stanowią rozwiązanie lub próbę rozwiązania pewnego problemu naukowego w postaci nowych prawd o rzeczywistości, nowych konstrukcji pojęciowych i technicznych. Dzięki nim rozwija się nasza wiedza o świecie.
Dzieła koncepcyjne są to prace naukowe ograniczone do wstępnych kroków poprzedzających badania właściwe lub opracowanie materiałów naukowych; także prace myślowe pośrednio ważne i potrzebne dla postępu badań naukowych. Może to być wskazanie nowego problemu naukowego, uzasadnienie potrzeby zaistnienia nowej specjalności naukowej, ułożenie planu badań. Za pracami koncepcyjnymi mogą iść – i powinny – prace badawcze, dokonywane przez tych samych lub innych uczonych.
Dzieła metodologiczne – to prace nad obmyślaniem, uzasadnianiem i wypróbowywaniem nowych metod, a także nad krytykowaniem i poprawianiem metod już znanych. Praca taka może prowadzić na przykład do stwierdzenia nieprzydatności do określonych celów danej metody. Można by je zaliczyć do prac koncepcyjnych i podobnie jak one stają się ważne dla nauki wtedy, gdy dzięki nim powstają istotne prace badawcze.
Ze względu na położenie innego akcentu na poszczególnych etapach wysiłku naukowego rozróżnia się dzieła analityczne i dzieła syntetyczne. Z punktu widzenia całości rozwoju danej nauki korzystny jest stan równowagi między ogółem dzieł analitycznych a dzieł syntetycznych.
Dzieła analityczne są zazwyczaj skupione na ustalaniu i precyzowaniu pojęć naukowych i wyprowadzania z nich implikacji. Charakter analityczny ma wysiłek myślowy nad włączeniem dotychczasowego piśmiennictwa naukowego na danym polu badań do nowego przedsięwzięcia badawczego, w którym istotne jest krytyczne rozprawienie się z dotychczasowymi publikacjami. Prace analityczne dotyczą pojęć, twierdzeń, poglądów, a także materiałów, rzeczy i zjawisk. Analiza pojęć to obszar krytyki naukowej.
Dzieła syntetyczne stanowią efekt składania w spoistą całość wielu szczegółów, wielu prac, wielu wyników badań. Stanowią przeciwieństwo prac analitycznych. Znamienne jest dla nich szukanie związków między wynikami badań szczegółowych i na tym gruncie szukanie uogólnień. Charakter syntezy ma na przykład gromadzenie materiałów do podręczników akademickich i ich pisanie.
Również ze względu na nierównomierność uwzględnienia istotnych składników metody naukowej można wyróżnić dzieła problemowe i dzieła przyczynkowe.
Dzieła problemowe zawierają nowe zagadnienia, otwierają nowe kierunki badań. Są tworzone przez wybitnych uczonych. Jeżeli jednak zajmują się tylko uzasadnieniem nowych zagadnień lub kierunków badań, to przynależą także do prac koncepcyjnych.
Dzieła przyczynkowe to prace stosunkowo drobne, polegające na wykonywaniu badań cząstkowych, mających sens jedynie ze względu na większe przedsięwzięcie naukowe. Prace te są wykonywane w obrębie tego przedsięwzięcia, na przykład niejako zlecone przez starszych pracowników naukowych w ramach działalności instytucji naukowej. Większość prac ogłaszanych na łamach czasopism naukowych należy właśnie do tej kategorii. Nazwa jej bierze się od przypuszczenia, że takie prace przyczyniają się do ogólnego postępu badań, a więc i do rozwoju wiedzy naukowej
Dzieła teoretyczne i doświadczalne rozróżniane są ze względu na ich cel i metodę dojścia do niego: wyjście od znanych faktów lub próbę poznania nowych.
Dzieła teoretyczne to takie, w których autor opierając się na faktach już znanych, a więc wynikach swoich lub (częściej) cudzych prac badawczych, w szerokim sensie doświadczalnych, zmierza do ustalenia natury pewnych zjawisk, do logicznego uporządkowania twierdzeń, rozumowań i wniosków. Prace takie prowadzą do sformułowania nowych problemów naukowych, do organizacji nowych prac badawczych, a przez to – do nowych odkryć. Dzięki uporządkowaniu w pracy teoretycznej wielu składników wiedzy powstaje teoria naukowa dotycząca pewnego zjawiska; tym różni się od pracy syntetycznej, gdzie nacisk położony jest na przedstawienie wysiłków uczonych. Niekiedy nazywa się tak prace o charakterze abstrakcyjnym i rozważeniowym, nie oparte na wynikach badań doświadczalnych; nie każda jednak z tych prac kończy się teorią naukową.
Dzieła doświadczalne wykonywane są w sposób eksperymentalny; prowadzą do poznania pewnych prawidłowości w badanych zjawiskach. Nie należy do takich prac prosty opis zaobserwowanego stanu rzeczy.
Ze względu na sposób wykonania rozróżnia się prace indywidualne i prace zbiorowe.
Dzieła indywidualne to na przykład prace dyplomowe (prace promocyjne) – prace naukowe i prace doktorskie, także, wcześniej, prace zaliczeniowe na studiach. Praca naukowa ma charakter indywidualny wtenczas, gdy ogół czynności związany z rozpoczęciem i przeprowadzeniem badań, z opracowaniem materiałów i z pisemnym przedstawieniem wyników wykonała jedna osoba.
Dzieła zbiorowe to prace naukowe wykonywane przez więcej niż jedną osobę.

## Recenzowanie
Recenzowanie to orzekanie o czymś według zasad wartości – wypowiadanie zdania o pewnym działaniu lub dziele dotyczącego stopnia zgodności z zasadami wartości lub o stopniu ich spełnienia w tym działaniu lub dziele. Zasady wartości nazywa się kryteriami oceny. Jako recenzowanie rozumie się zarówno swoisty wysiłek twórczy polegający na krytyce dzieła, jak i jego uwieńczenie w słowie lub w piśmie – w formie recenzji. Opiera się ono na pewnym doświadczeniu, które recenzent wyniósł z lektury, z praktyki pisania recenzji i z dyskusji nad pracami naukowymi, z którymi zapoznał się poprzednio; może jednak być nie w pełni racjonalna. Nie ma racjonalnych zasad oceny prac naukowych.

### Zadania
Recenzowanie prac naukowych pozwala również dokonać selekcji prac naukowych według stopnia ich ważności. Dzięki temu badacz będzie miał szanse być na bieżąco zorientowany choć w najważniejszych pracach w swej dziedzinie. „Specjalista powinien w każdej chwili ogarniać całość wyników badań w swojej nauce, przynajmniej zaś całość swojej problematyki, jak również poznawać i śledzić na bieżąco całokształt produkcji światowej” – podkreśla Józef Pieter. Absolutnym minimum jest właśnie ów „…przegląd produkcji naukowej według stopnia jej ważności”. Służyć temu mogą czasopisma naukowe, indeksy bibliograficzne, konferencje i kongresy specjalistów.
Racjonalne recenzowanie prac naukowych potrzebne jest szczególnie w szkolnictwie wyższym, jeśli chodzi o recenzowanie prac dyplomowych: licencjackich/inżynierskich, magisterskich, a także promocyjnych: doktorskich, habilitacyjnych. Ich liczba, podobnie jak ogólna liczba dzieł naukowych, rośnie z roku na rok; czytający je recenzenci  potrzebują więc mieć do dyspozycji racjonalne kryteria oceny. Czytanie i krytyka prac dyplomowych przez dwóch recenzentów, a w przewodach doktorskich i habilitacyjnych niekiedy trzech, nie jest wystarczającym rozwiązaniem. Recenzowanie jest racjonalnym wówczas, gdy jest oparte wyłącznie na argumentach dotyczących zgodności lub niezgodności dzieła ze ścisłymi kryteriami recenzowania, toteż są one niezbędne do racjonalnego recenzowania.

### Kryteria
Krytykę naukową przeprowadza się według następujących kryteriów: poprawność logiczna, wartość metodologiczna, oryginalność, wartość społeczna, rozmiar wysiłku twórczego włożonego w wykonanie danej pracy, rozmiar pracy, poprawność językowego opracowania, przystępność ujęcia pisarskiego. 
Kryterium odgrywającym główną, wręcz zasadniczą rolę, jest oryginalność dzieła naukowego, oznaczająca spełnianie kryterium nowości danego dzieła lub jego składników. Oryginalny problem naukowy jest tym bardziej wartościowy, im jest bardziej ogólny – im bardziej pojemny, im więcej obejmuje zagadnień szczegółowych. To samo odnosi się do oryginalności hipotez, metod i wyników badań. Prace oryginalne są dla nauki cenne, o ile umiejętnie nawiązują do dotychczasowej wiedzy, gdy są należycie powiązane logicznie i metodologicznie z tradycją naukową. Dzięki temu mają spory zasób możliwości inspirowania następnych prac naukowych. Prace oryginalne mogą być także źle przystosowane do dobrze ustabilizowanego zasobu wiedzy naukowej, wadliwe pod względem logicznym i metodologicznym; wtedy ich oryginalność jest zazwyczaj bez wartości dla nauki. W pracach naukowych wyróżnia się wiele szczebli nieoryginalności. Na jednym końcu są prace prawie całkiem pozbawione oryginalności – kompilacje, prace naśladowcze i drobne przyczynki wykonawcze. Jednak nawet wcześniej umiejscowić należy dzieła całkowicie nieoryginalne – plagiaty, czyli świadome przywłaszczenie sobie części lub całości cudzych prac oryginalnych celem wzbudzenia przekonania o oryginalności dzieła własnego, przypominające kopię. Bliskie plagiatowi są kompilacje, to jest prace ułożone z pozbieranych fragmentów cudzych dzieł. Jeśli autor nie powołuje się na źródła – to kompilacja staje się plagiatem; ale i tak od oryginalności jej daleko. Charakter kompilacji mają często prace promocyjne – magisterskie, a nawet doktorskie. Jednak więcej niż kompilacją jest praca, w której autor niewątpliwie wykazał cenna erudycję, zastosował nową kompozycję części znanych w obrębie znanego problemu. Jeszcze w mniejszym stopniu jest kompilacją praca, która hojnie czerpie z prac cudzych, ale tylko materiał niezbędny do oświetlenia nowego, własnego problemu naukowe-go. Dalej znacznie cenniejsza jest praca często przywołująca nazwiska autorów i cytaty z nich, lecz oparta na własnych badaniach, na własnej problematyce i koncepcjach. Mało oryginalne są także dzieła naśladowcze i kontynuacyjne. Dzieło naśladowcze to dzieło odtwarzające wzory; czasem jest to naśladownictwo nieświadome, wynikające ze wzorowania się przez ucznia na pracach mistrza. Dzieła kontynuacyjne to twórczość oryginalna, ale pozostająca w zależności od bardziej oryginalnych dzieł mistrzów. Jest to kontynuacja zagadnień obecnych w dziele macierzystym, wyprowadzanie konsekwencji z hipotez oryginalnych, uporządkowanie przesłanek, zastosowanie twierdzeń i odkryć do zagadnień praktycznych. Dzięki kontynuacjom dzieła wysoce oryginalne zostają rozprowadzone w streszczeniach, omówieniach, komentarzach – a więc pośrednio upowszechnione. Formami kontynuacji są interpretacje, popularyzacje i dzieła epigoniczne. Interpretacje to dzieła, w których opracowaniu autorzy świadomie nawiązują do dzieł oryginalnych celem ich objaśnienia; po części do tej kategorii należą wszystkie prace krytyczne. Popularyzacje to interpretacje opracowane pod kątem upowszechnienia kultury; w dziełach tych zazwyczaj brak jest słownictwa naukowego, pozostają przedstawione powszednim językiem problemy, metody i wyniki badań naukowych. Dzieła epigoniczne kończą ekspansję jakiejś idei twórczej; powstają wtedy, gdy ich twórcy są jeszcze pod urokiem idei minionych i „chodzą ścieżkami całkowicie wydeptanymi.Dzieła rewolucyjne obalają tradycyjne idee, metody i techniki twórcze, by na ich miejsce wprowadzić nowe idee, zasady, wzorce, problemy, metody, techniki, konstrukcje. Są kamieniami milowymi na wielowiekowej drodze postępu twórczego. Pokazują drogę do realizacji nowych form. Podniecają inicjatywę twórców. Rozpoczynają nową epokę twórczości. Dzieła klasyczne stanowią również rodzaj dzieł oryginalnych, jednak są przede wszystkim syntezami, wieńczącymi i kończącymi epokę.
Poprawność logiczna dzieła naukowego jest oceniania ze względu na ilość i wagę występujących w niej błędów logicznych oraz możliwość ich korekty – od zastąpienia prawidłowymi terminami czy konstrukcjami zdaniowymi do usunięcia danego fragmentu pracy. Podstawowe wymaganie – że dany związek zdań jest wtedy logicznie prawdziwy, jeśli wielokrotnie występujące w nim terminy są pojmowane w każdym przypadku w ten sam sposób i jeśli układ zdań jest wystarczająco uzasadniony – jest nieco stonowane w ten sposób, że przyjmuje się możliwość częściowej poprawności zdań i istnienie hierarchii błędów, od lekkich i wybaczalnych, aż do błędów kardynalnych – całkowicie dyskwalifikujących dane rozumowanie.
Pozytywna krytyka z punktu widzenia logiki oznacza ocenę umiejętności danego autora do wynajdowania nieoczekiwanych analogii, porównań, odróżnień, przeciwstawień ułatwiających formułowanie nowych pojęć, przewidywanie nowych zagadnień.
Oceniając ścisłość naukową myśli się tylko o pewnym rodzaju poprawności logicznej: o dokładności w definiowaniu pojęć i w stosowaniu raz przyjętych definicji oraz o zwięzłości i oszczędności w szafowaniu słowem. 
Recenzując ścisłość naukową danej pracy należy:
- wykrywać terminy niedokładnie określone;
- wykazywać zbędne terminy, zwroty, części zdań i zdania;
- obliczać stosunek części zbędnych do niezbędnych.

Praktycznie użyteczne recenzowanie w tym zakresie wymaga szczegółowych studiów nad ścisłością publikacji w danej dziedzinie nauki.
Recenzowanie pracy naukowej to przede wszystkim ocena jej poprawności metodologicznej. Praca naukowa jest o tyle cenna, i ile jej autor zastosował się do wymogów metodologicznych, właściwych nauce w ogóle, a szczególności – właściwych jego dziedzinie wiedzy. Metody badań ulegają coraz to nowym przekształceniom, a więc wyniki badań również ulegają przekształceniom; są względne. Prawdy naukowe są kwestionowane, krytykowane i weryfikowane w świetle określonych metod roboczych. Recenzowania metodologicznego dzieła naukowego może dokonywać tylko ten, kto mając za sobą wiele lat uznanej działalności badawczej w danej dziedzinie nauki jest dobrym znawcą jej tradycji i stanu aktualnego.
W metodzie naukowej można wyróżnić szereg kręgów o coraz większym zasięgu, a tym samym o coraz większym prawdopodobieństwie do metod zastosowanych w innych dziełach naukowych – od metod specyficznych danej pracy do metod ogólnych. Nawet gdy krytyk nie potrafi ocenić ani skontrolować metod specyficznych danego dzieła, to jednak z pewnością może wykazać, czy i w jakim stopniu jej autor opanował metody ogólne – wspólne dla nauki lub danej jej dziedziny. W recenzowaniu metody ogólne mają znaczenie ważniejsze od metod specyficznych. 
W świetle krytyki jako recenzowania poprawności, dzieło jest uznawane za wartościowa, jeśli można wykazać, że jest wolna od błędów dotyczących szeroko pojętej metody naukowej. Od uczonych oczekuje się także pomysłowości metodologicznej – częściowej lub całkowitej rezygnacji z metod tradycyjnych na rzecz zupełnie nowych, ulepszenia metod roboczych i sposobów opracowywania materiałów naukowych w dostosowaniu do treści danego problemu naukowego, ulepszania instrumentów naukowych czy konstrukcji nowych instrumentów, nowych metod statystycznych, modeli. W dziełach eksperymentalnych ważna jest także ich reproduktywność, czyli uzyskiwalność przez inny, niezależny zespół badawczy zbliżonych wyników, używając przedstawionych przez autorów dzieła metod badawczych.

## Omawianie
Omówienie to forma aktywnego ustosunkowania się odbiorcy do prac naukowych. Przybiera rozmaite formy, różniące się zasobem informacji o dziele i udziałem oceny.
Zwięzła notatka bibliograficzna – najprostsza forma omówienia - zawiera podstawowe informacje o danej pracy jako publikacji: autora, tytuł, rok wydania, charakteru druku, wydawcy. Cennym uzupełnieniem jest zwięzła treść danej publikacji. Notatka bibliograficzna jest obiektywnym stwierdzeniem faktów dotyczących danej publikacji. Wyrazem wartościowania może być jej obecność lub brak w pewnym zbiorze takich omówień – na daną publikację zwrócona została uwaga, a na inną nie. 
Sprawozdania z nowości bibliograficznych zawierają także informacje o autorze, o wydawcy, redaktorze; zawierają więcej elementów oceny niż notatki bibliograficzne.
Omówienia refleksyjne – „uwagi na marginesie” danej publikacji zawierają ocen jeszcze więcej, dużo luźniej też traktują samą publikację, mieszają się ze skojarzeniami, porównaniami, wspomnieniami, wątpliwościami.
Wreszcie recenzje – oceny krytyczne nastawione głównie na konfrontację danej pracy naukowej z określonymi kryteriami wartości – mają tego pierwiastka oceny najwięcej, jako że mają do spełnienia rolę sita selekcyjnego w postępie nauki i w procesie kształcenia kadr naukowych. Stanowią pewnego rodzaju prace naukowe – prace o pracach; są więc rodzajem twórczości naukowej. Autorzy recenzji wytykają najważniejsze braki i błędy, stwierdzają zalety; na tej podstawie wypowiadają sądy o wartości pracy. Błędem jest nie budzące wątpliwości przekroczenie jakiejś zasady, na przykład zasad ortografii lub logiki. Brakiem – gdy ktoś nie wykonuje czegoś, co wykonać powinien. Braki jest z reguły wykazać znacznie trudniej niż błędy. Recenzje podobnie do ich przedmiotów – dzieł naukowych – bywają cenne, twórcze, wartościowe, ale też całkiem bezwartościowe, szkodliwe, niesprawiedliwe. W recenzji krytycznej prac naukowych w czasopismach fachowych i ocenach prac promocyjnych powinny znaleźć się: 
- ogólna charakterystyka pracy – obejmująca omówienie jej szczególnych własności, powinowactwa z pracami podobnymi, wiadomości o genezie pracy, a nawet wiadomości o autorze;
- zwięzła treść pracy;
- ocena metodologiczna – obejmująca krytykę problematyki, założeń, metod roboczych, sposobów ustosunkowania się do dotychczasowego piśmiennictwa, wykonania badań, opracowania materiałów naukowych oraz wniosków;
- krytyka logiczna i językowa;
- krytyka wartości społecznej;
- ocena rozmiarów wysiłku naukowego;
- krytyka oryginalności – dotycząca tego, co w danej pracy, jej problematyce, założeniach, metodach roboczych, przeprowadzaniu badań, opracowaniu materiałów, wnioskach — jest oryginalne, twórcze.

Rozprawy krytyczne – obszerne omówienia krytyczne – mają na celu poznanie genezy i powiązań danej pracy naukowej z dziełami innymi. O ile recenzje służą selekcji dzieł, to rozprawy krytyczne – ich poznaniu. Podobnie jak recenzje stanowią interpretację z punktu widzenia określonych zasad wartości. Na plan pierwszy w nich wysuwa się chęć stwierdzenia stopnia nowości danej pracy.